# (4314) Dervan
(4314) Dervan est un astéroïde de la ceinture principale.

## Description
(4314) Dervan est un astéroïde de la ceinture principale. Il fut découvert le 25 juin 1979 à Siding Spring par Eleanor Francis Helin et Schelte J. Bus. Il présente une orbite caractérisée par un demi-grand axe de 2,60 UA, une excentricité de 0,09 et une inclinaison de 3,2° par rapport à l'écliptique.

## Compléments